# Kim Haugen
Kim Haugen (* 24. September 1958 in Oslo, Norwegen) ist ein norwegischer Schauspieler und Komiker. 

## Biografie
Haugen absolvierte eine Schauspielerausbildung und hatte 1978 sein Debüt als Theaterschauspieler am Nationaltheatret und 1982 in der Den Nationale Scene in Oslo. Anschließend war er ab 1982 auch an der Statens teaterhøgskole (Staatlichen Theaterschule) in Oslo tätig. Weiterhin war Haugen als Schauspieler in mehreren Rollen und in verschiedenen Aufführungen an vielen anderen norwegischen Theatern tätig.
Als Filmschauspieler wirkte Haugen seit 1979 ebenfalls an mehreren norwegischen und internationalen Film- und Fernsehproduktionen mit. Bekannte Auftritte er unter anderem 1998 in der Filmreihe der norwegischen Olsenbande in Olsenbandens siste stikk, als Stellvertreter Hallandsen, Grønn-Larsen. Von 2007 bis 2008 trat als Mads Høgberg in der Fernsehserie Codename Hunter sowie 2007 in dem Film  Ulvenatten als Ministerpräsident auf. Als norwegischer Synchronsprecher wirkte er in den Filmen 1999 Kwom und der König der Affen und 2001 Karlsson vom Dach mit. 2010 trat er in der Norwegen populären Fernsehserie Den unge Fleksnes als Harald Nissen jr. auf. Beim norwegischen Fernsehsender NRK1 des Norsk rikskringkasting wirkte Haugen seit 2011 in der Comedy-Fernsehshow Løvebakken mit. 2005 trat er Situationskomödien-Serie Hos Martin in der Episode «Hevnens Time» auf, wo Haugen den Exmann von Nora (Hege Schøyen) spielte. Eine Nebenrolle hatte Haugen in der dänischen Kriminalserie Kommissarin Lund in der ersten Staffel als Norweger und 2012 trat er in dem Film Into the White als Bjørn Gustavsen auf. 

## Privates
Haugen ist der Sohn des Schauspielerehepaares Per Theodor Haugen und Sissel Sellæg. Seit 1991 ist er mit der Fernsehmoderatorin Nadia Hasnaoui verheiratet.

## Filmografie
- 1979–1980: Hjemme hos oss (Fernsehserie)
- 1986: Blackout
- 1988: Gutta (Kurzfilm)
- 1990: Herman und der König von Belgien (Herman)
- 1990: Jag skall bli Sveriges Rembrandt eller dö!
- 1994: Vestavind (Fernsehserie)
- 1995: Hører du ikke hva jeg sier!
- 1997: Blind gudinne
- 1999: Olsenbandens siste stikk
- 1999: Karl & Co (Fernsehserie)
- 1999: Sofies Welt (Sofies verden, Spielfilm)
- 2000: De 7 dødssyndene
- 2000: Fråtseri (Kurzfilm)
- 2000: Sofies Welt (Sofies verden, Fernsehserie)
- 2000: Fire høytider (Mini-Fernsehserie)
- 2002: Folk flest bor i Kina
- 2002: Far og sønn (Fernsehserie)
- 2003: Buddy
- 2005: Ved kongens bord (Mini-Fernsehserie)
- 2005: Hos Martin (Fernsehserie)
- 2005: Tjuefjerde (Mini-Fernsehserie)
- 2007: Codename Hunter (Kodenavn Hunter)
- 2007: Kommissarin Lund (Forbrydelsen, Fernsehserie, erste Staffel)
- 2008: Ulvenatten
- 2008: Hvaler (Fernsehserie)
- 2010: Den unge Fleksnes (Fernsehserie)
- 2012: Inn i mørket
- 2012: Erobreren (Mini-Fernsehserie)
- 2012: Into the White